# Koeptsjino (metrostation)
[[Bestand:|thumb|]]
Koeptsjino (Russisch: Купчино) is een station van de metro van Sint-Petersburg. Het is het zuidelijke eindpunt van de Moskovsko-Petrogradskaja-lijn en werd geopend op 25 december 1972. Station Koeptsjino bevindt zich in het zuiden van Sint-Petersburg en is genoemd naar de wijk waarin het ligt. In de planningsfase werd het station Vitebskaja genoemd, naar de Vitebski prospekt (Vitebsklaan), een straat in de omgeving. Het metrostation is door een voetgangerstunnel verbonden met het gelijknamige spoorwegstation, waar overgestapt kan worden op treinen van het voorstadsnet (elektritsjka's).
Koeptsjino is het enige bovengrondse station van de Moskovsko-Petrogradskaja-lijn en is volledig overdekt. Het station beschikt over twee zijperrons; in de oorspronkelijke plannen zou er een cross-platform-overstap tussen trein en metro gecreëerd worden, maar dit bleek technisch niet mogelijk. Ten oosten van station Koeptsjino ligt het depot van de Moskovsko-Petrogradskaja-lijn, Moskovskoje (№ 3).